# 六横岛
六横岛，是舟山群岛南部的主要岛屿，属中国浙江省舟山市普陀区六横镇管辖，是该镇的主要岛屿。因有六条山脉纵横整个岛而得名。全岛面积93.66平方公里，是浙江省第四大岛，舟山市第三大岛。人口54,726（2000年）。

## 歷史

### 明朝時期
明朝時期，六橫島歸寧波府定海縣（今宁波镇海）郭巨千户所管轄。1386年（洪武十九年）信國公汤和負責東南海防期間，曾發出遷海令，遷徙島嶼上的人民至大陸生活，島民苦不堪言。1540年（嘉靖十九年），許棟、李光頭、王直等人以雙嶼作基地，和葡萄牙、日本等國籍商旅貿易，發展成一個國際貿易中心。1548年，右副都御使朱紈出任浙江巡抚期間，指令福建都指挥金事盧鏜、海道副使魏一恭等明軍將士進攻雙嶼。戰爭期間，王直等人只能逃遁。朱紈命人聚木石築塞雙嶼港口，海上貿易停頓，從此一蹶不振。

### 南明時期
1649年（清顺治六年），南明鲁王朱以海退驻舟山，民眾隨之逃跑至六横，人口大增。

### 清朝時期
1656年（順治十三年），清朝攻陷舟山，寧海大將軍伊爾德以「舟山不可守」为理由，撤離島上士兵和人民。